# Tauraco livingstonii
Tauraco livingstonii е вид птица от семейство Туракови (Musophagidae).

## Разпространение
Видът е разпространен в Бурунди, Зимбабве, Малави, Мозамбик, Танзания и Южна Африка.